# Де Армас, Ана
А́на Се́лия де А́рмас Ка́со (исп. Ana Celia de Armas Caso; род. 30 апреля 1988, Гавана, Куба) — кубино-испанская актриса.
Свою карьеру Ана начала на Кубе, сыграв главную роль в романтической драме «Роза Франции» (2006). В восемнадцать лет она переехала в Мадрид, где снималась в одной из главных ролей в популярном телесериале «Чёрная лагуна» (2007—2010). В 2014 году Ана отправилась в США, чтобы развивать карьеру в Голливуде. Свои первые англоязычные роли она исполнила в психологическом триллере «Кто там» (2015) и криминальной комедии «Парни со стволами» (2016).
Ана де Армас получила широкую известность благодаря ролям голографического ИИ Джой в научно-фантастическом фильме «Бегущий по лезвию 2049» (2017) и медсестры Марты Кабрера в детективной ленте «Достать ножи» (2019), за которую была номинирована на премию «Золотой глобус» за лучшую женскую роль в комедии или мюзикле. Позднее она исполнила роль девушки Бонда по имени Палома в фильме «Не время умирать» (2021), а затем — Мэрилин Монро в биографической драме «Блондинка» (2022), став первой кубинкой, номинированной на премию «Оскар» за лучшую женскую роль.

## Биография

### 1988—2005: Ранние годы
Ана Селия де Армас Касо родилась 30 апреля 1988 года в Гаване, Куба, и выросла в маленьком городке Санта-Крус-дель-Норте. Её бабушка и дедушка по материнской линии были мигрантами на Кубе из Испании. Её отец Рамон работал на разных должностях, в том числе управляющим банком, учителем, директором школы и заместителем мэра города. Ранее он изучал философию в советском университете. Её мать Ана работала в отделе кадров Министерства образования. У Де Армас есть старший брат Хавьер, который работает фотографом и ныне проживает в Нью-Йорке. В 2020 году он был допрошен кубинской полицией из-за его критической позиции в отношении одного из кубинских законов, согласно которому художники должны получать предварительное разрешение на проведение публичных и частных выставок и представлений, а также за его связи с художниками, находящимися под наблюдением правительства. Хотя Ана росла в условиях нормирования продуктов питания, нехватки топлива и отключения электричества во время особого периода на Кубе, она описала своё детство как счастливое.
В подростковом возрасте у Аны не было доступа в Интернет, и она мало знала о популярной культуре за пределами Кубы. Ей разрешали смотреть «мультики по 20 минут в субботу и утреннюю программу по воскресеньям». В её семье не было видео или DVD-плеера, и она смотрела голливудские фильмы в доме своей подруги. Она запоминала и репетировала монологи перед зеркалом и в 12 лет решила, что хочет стать актрисой. В 2002 году, в возрасте 14 лет, она успешно прошла прослушивание в Национальную театральную школу Кубы в Гаване и часто добиралась автостопом на учёбу. Будучи студенткой, она снялась в трёх фильмах и решила оставить четырёхлетний курс драмы за несколько месяцев до защиты дипломной работы, поскольку выпускникам Кубы запрещено уезжать из страны, не отработав три года на государственной службе. В 18 лет, получив испанское гражданство через бабушку и дедушку по материнской линии, Ана переехала в Мадрид для дальнейшего развития своей карьеры.

### 2006—2013: Первые роли в испанском кино

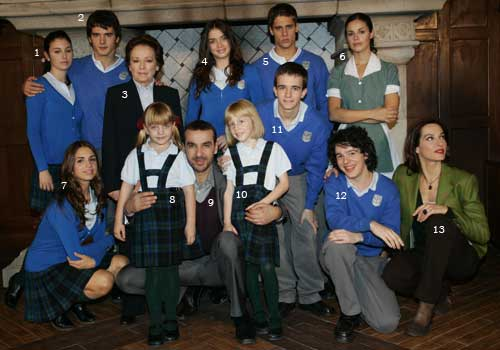
Де Армас (четвёртая слева) вместе с актёрами сериала «Чёрная лагуна», 2008 год

Актёрская карьера де Армас началась в 16 лет на Кубе, когда она дебютировала в романтической драме «Роза Франции» с главной женской ролью. Достигнув совершеннолетия, она переехала в Мадрид для развития карьеры в Испании, где получила одну из главных ролей в сериале «Чёрная лагуна», который принёс ей популярность. После участия в шести сезонах, Ана приняла решение покинуть проект, чтобы сосредоточиться на своей кинокарьере. Вышедший в 2009 году фильм «Секс, вечеринки и ложь», где актриса сыграла одну из главных ролей, стал самым кассовым Испанским фильмом того года в мире. Летом 2010 года де Армас начала сниматься в историческом сериале «Римская Испания. Легенда». Несмотря на успех сериала, весной 2011 года Ана приняла решение покинуть проект, отыграв 2 сезона.

### 2014—2020: Переезд в Голливуд и прорыв
В 2014 году Ана переехала в США с целью развития своей карьеры в Голливуде. Позже актриса призналась, что очень плохо говорила по-английски и во время первых прослушиваний часто «даже не понимала, что говорит». Не желая ограничиваться ролями латиноамериканских персонажей, Ана провела четыре месяца на очном обучении английскому языку. В 2015 году она снялась сразу в двух фильмах с Киану Ривзом: в триллере «Кто там» и драме «Дочь Бога». В 2016 году появилась с небольшой ролью в успешной комедии «Парни со стволами».
Заметный подъём в карьере актрисы произошёл после выхода фантастического триллера Дени Вильнёва «Бегущий по лезвию 2049», где Ана сыграла роль Джой — возлюбленную главного героя. Работа де Армас в этом фильме получила восторженные отзывы и была признана прорывной ролью.

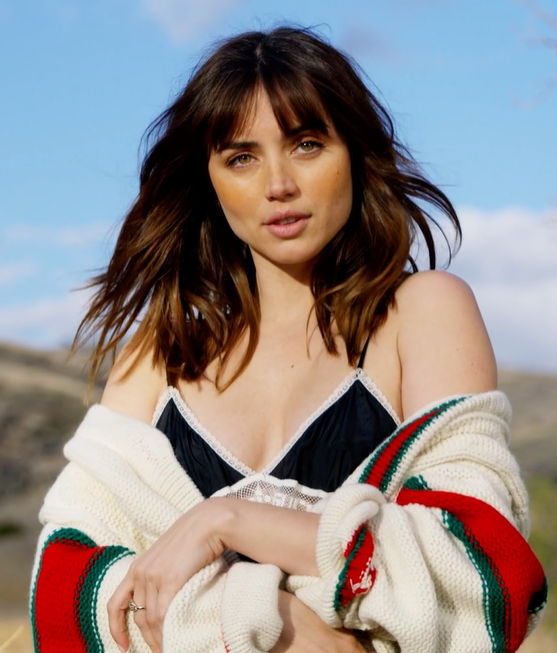
Де Армас в 2018 году

Очередным прорывом в её карьере стала роль сиделки Марты Кабрера в комедийном детективе Райана Джонсона «Достать ножи». Когда ей впервые поступила информация о проекте, Ана без энтузиазма восприняла идею сыграть «стереотипную латиноамериканскую сиделку», но вскоре поняла, что её персонаж является «чем-то намного бо́льшим». Том Шун из The Times заметил: «Фильм выделяется исполнением его наименее известного члена, кубинки де Армас, которая справляется с трудной задачей делать добро интересным». Бенджамин Ли из The Guardian сказал, что её «поразительное» исполнение оставило «неизгладимое впечатление». Фильм стал одним из самых обсуждаемых в 2019 году а также был успешным в прокате. Де Армас была номинирована на «Золотой глобус» в категории «Лучшая женская роль — комедия или мюзикл», а актёрский состав получил премию Национального совета кинокритиков США за лучший актёрский ансамбль.
2020 год стал продуктивным для де Армас, она появилась в четырёх фильмах, которые имели умеренный успех. У неё была второстепенная роль в криминальном триллере «Три секунды», роль роковой женщины в криминальной драме в стиле нуар «Ночной портье». Также она снялась в биографическом фильме Netflix «Сержиу» в роли Каролины Ларриеры, чиновника ООН и партнёра дипломата Сержиу Виейры де Меллу. В шпионском триллере Netflix «Афера в Майами» Ана появилась в роли жены одного из членов «кубинской пятёрки». Фильм снимался на Кубе; это была первая работа де Армас в её родной стране с тех пор, как она покинула страну в подростковом возрасте.

### С 2021 года: Главные роли и международное признание
В 2021 году актриса привлекла ещё большее внимание общественности, снявшись со своим партнёром по фильму «Достать ножи» Дэниелом Крейгом в фильме Кэри Фукунаги «Не время умирать» в эпизодической роли агента ЦРУ, помогавшего Бонду на Кубе. Фукунага написал образ кубинского агента специально для Аны, а в лондонской студии Pinewood Studios была построена копия центра Гаваны. Актриса описала своего персонажа как игривого и «очень безответственного». В своём коротком появлении в фильме её персонаж Палома утверждала, что мало тренировалась, но оказалась очень опытной, что является отсылкой к самой де Армас, которая никогда раньше не снималась в боевиках, а также на наличие всего лишь двух недель на подготовку к роли. Лента была высоко оценена критиками, а персонаж Аны получил очень тёплый приём от зрителей, которые назвали её чуть ли не самым ярким и запоминающимся моментом фильма.
В 2022 году на экраны вышли три фильма, где Ана сыграла главные роли. Первым из них стал эротический триллер Эдриана Лайна «Глубокие воды», где она и Бен Аффлек сыграли супругов, чей брак представляет собой порочную игру, из-за которой начинают умирать люди. Фильм вышел на стриминговом сервисе Hulu и получил в основном негативные отзывы от критиков и зрителей, однако привлёк широкое внимание общественности из-за её романа с Аффлеком. В июле на Netflix вышел шпионский триллер братьев Руссо «Серый человек», в котором де Армас исполнила роль агента ЦРУ вместе с Райаном Гослингом и Крисом Эвансом. Фильм стал самым дорогостоящим проектом сервиса с бюджетом 200 миллионов долларов. Кинокартина стала шестым самым успешным фильмом на сервисе за всё время и была положительно встречена публикой, однако среди критиков фильм не пользовался успехом и получил смешанные отзывы.
В сентябре Netflix представил художественный фильм «Блондинка», в котором Ана воплотила Мэрилин Монро. Картина снята по одноимённому роману писательницы Джойс Кэрол Оутс и не является биографической, а представляет собой художественную интерпретацию жизни актрисы. Режиссёр Эндрю Доминик заметил игру де Армас в триллере «Кто там» и обеспечил ей роль после первого прослушивания. Подготовка к съёмкам проходила длительное время, в которой актрисе даже пришлось год работать с тренером по диалекту. На мировой премьере в рамках 79 Венецианского кинофестиваля публика удостоила создателей фильма 14-минутными овациями. Критики и зрители пришли в восторг от игры Аны, высоко оценили визуальную и операторскую работу, однако неоднозначно отнеслись к сценарию и режиссёрскому видению Эндрю Доминика. Звучали мнения, что фильм слишком трагичен, затянут и местами неприятен из-за детальных и жестоких сцен секса и других интимных моментов. Актёрская игра Аны была отмечена несколькими почётными наградами, включая номинации на престижные премии «Оскар», «Золотой глобус» и «BAFTA».

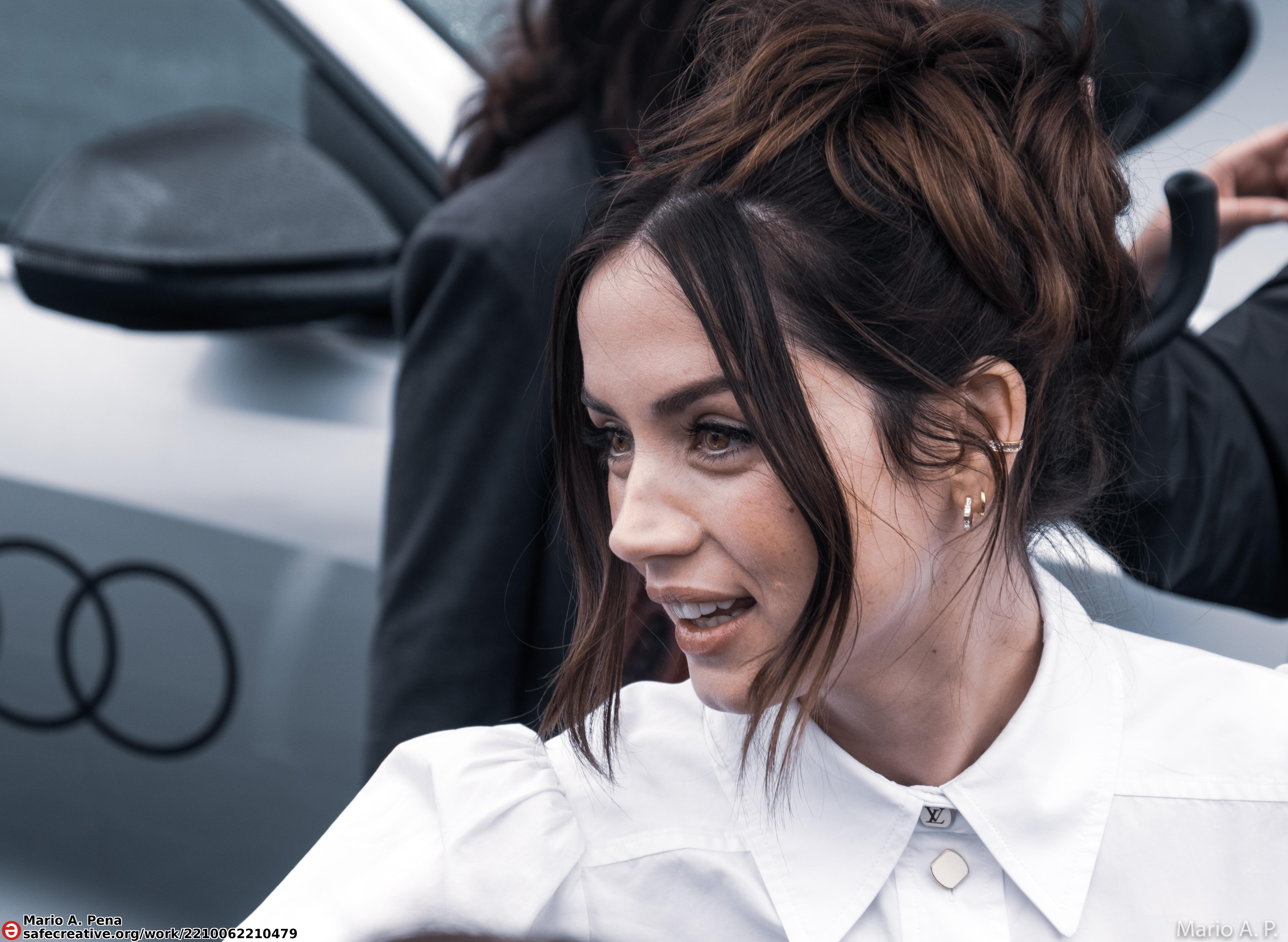
Ана де Армас в 2022 году

Согласно итогам 2022 года от IMDb, Ана де Армас стала самой популярной актрисой в мире на основе запросов пользователей, влиятельный журнал о моде «AnOther» назвал её «самой популярной женщиной мира», а авторитетное издание Variety включило актрису в список самых влиятельных личностей медиа и кино индустрии.
Следующей работой Аны стал комедийный экшн-боевик Декстера Флетчера «Без ответа» (2023). Фильм получил отрицательные отзывы от кинокритиков и зрителей, отмечавших его посредственность и отсутствие химии между персонажами. Актриса появилась в составе ансамблевого актёрского состава в триллере Рона Ховарда «Эдем» (2024). В то время как картина получила смешанные отзывы, критики встретили игру Аны восторженно и признали её главным достоинством фильма.
6 июня 2025 года в мировой прокат вышел фильм «Балерина» — спин-офф франшизы «Джон Уик». В нём Ана исполнила главную роль балерины из синдиката наёмных убийц «Руска Рома». Движимая жаждой мести, героиня охотится на убийц своего отца.

## Личная жизнь
У Де Армас есть двойное кубинское и испанское гражданство. В ноябре 2022 года актриса приобрела дом в Вермонте стоимостью 7 млн долларов и проживает там на постоянной основе. В 2023 году Ана получила гражданство США.
С 2011 по 2013 год актриса была замужем за актёром Марком Клотетом. С 2020 по 2021 год Ана состояла в отношениях с американским актёром и режиссёром Беном Аффлеком, с которым познакомилась на съёмках эротического триллера «Глубокие воды». Они расстались по личной инициативе Аны, которая пожелала сделать упор на карьере. В интервью 2022 года журналу «Elle» актриса заявила, что встречаться с Аффлеком было «ужасно», поскольку их отношения привлекли огромное внимание со стороны СМИ, и это стало причиной, по которой она покинула Лос-Анджелес и переехала в Нью-Йорк: «...от журналистов и фотографов буквально не было спасения. Этот город заставляет тебя постоянно нервничать».
С 2021 по 2024 год актриса встречалась с вице-президентом онлайн-сервиса для знакомств Tinder Полом Букадакисом. С 2024 по 2025 год Ана состояла в отношениях с пасынком президента Кубы Мануэлем Анидо Костой. В июле 2025 года стало известно, что Де Армас и Том Круз находятся в отношениях.

## Фильмография
| Год       |     | Русское название         | Оригинальное название  | Роль                  |
| --------- | --- | ------------------------ | ---------------------- | --------------------- |
| 2006      | ф   | Роза Франции             | Una rosa de Francia    | Мари                  |
| 2007      | ф   | Мадригал                 | Madrigal               | Стелла                |
| 2007      | тф  | Потерянный рай           | El edén perdido        | Глория                |
| 2007—2010 | с   | Чёрная лагуна            | El Internado           | Каролина Леаль Солис  |
| 2009      | ф   | Секс, вечеринки и ложь   | Mentiras y gordas      | Карола                |
| 2009      | кор | А на десерт, что         | Y de postre, qué       | девушка               |
| 2009      | кор | Дух                      | Ánima                  | Джульетта             |
| 2010      | мф  | Гадкий я                 | Despicable Me          | Марго                 |
| 2010—2011 | с   | Римская Испания, легенда | Hispania, la leyenda   | Нерея                 |
| 2011      | ф   | Тупик                    | El callejón            | Роза                  |
| 2012      | кор | Китайская собачка        | Perrito chino          | Сабина                |
| 2013      | ф   | Фарадей                  | Faraday                | Инма Мурга            |
| 2014      | ф   | За пригоршню поцелуев    | Por un puñado de besos | Соль                  |
| 2015      | ф   | Кто там                  | Knock Knock            | Бель                  |
| 2015      | ф   | Анабель                  | Anabel                 | Крис                  |
| 2016      | ф   | Дочь Бога                | Exposed                | Изабель де Ла Круз    |
| 2016      | ф   | Каменные кулаки          | Hands of Stone         | Фелисидад Иглесиас    |
| 2016      | ф   | Парни со стволами        | War Dogs               | Из                    |
| 2017      | ф   | Овердрайв                | Overdrive              | Стефани               |
| 2017      | ф   | Бегущий по лезвию 2049   | Blade Runner 2049      | Джой                  |
| 2018      | кор | Сердце                   | Corazón                | Елена Рамирез         |
| 2019      | кор | Вход в красном           | Entering Red           | Ана                   |
| 2019      | ф   | Три секунды              | The Informer           | София Кослов          |
| 2019      | ф   | Афера в Майами           | Wasp Network           | Ана Магарита Мартинез |
| 2019      | ф   | Достать ножи             | Knives Out             | Марта Кабрера         |
| 2020      | ф   | Сержиу                   | Sergio                 | Каролина Ларьера      |
| 2020      | ф   | Ночной портье            | The Night Clerk        | Андреа Ривера         |
| 2021      | ф   | Не время умирать         | No Time To Die         | Палома                |
| 2022      | ф   | Глубокие воды            | Deep Water             | Мелинда Ван Аллен     |
| 2022      | ф   | Серый человек            | The Gray Man           | Дани Миранда          |
| 2022      | ф   | Блондинка                | Blonde                 | Мэрилин Монро         |
| 2023      | ф   | Без ответа               | Ghosted                | Сэди Роудс            |
| 2024      | ф   | Эдем                     | Eden                   | Баронесса             |
| 2025      | ф   | Балерина                 | Ballerina              | Ева Макарро           |

## Награды и номинации
| Год  | Награда                                     | Категория                                  | Номинант               | Результат | Прим.         |
| ---- | ------------------------------------------- | ------------------------------------------ | ---------------------- | --------- | ------------- |
| 2018 | Премия «Сатурн»                             | Лучшая киноактриса второго плана           | Бегущий по лезвию 2049 | Номинация | [ 67 ]        |
| 2019 | Общество кинокритиков Детройта              | Лучший прорыв                              | Достать ножи           | Номинация | [ 68 ]        |
| 2019 | Национальный совет кинокритиков США         | Лучший актёрский ансамбль                  | Достать ножи           | Победа    | [ 69 ]        |
| 2019 | Golden Schmoes Awards                       | Прорыв года                                | Достать ножи           | Победа    | [ 70 ]        |
| 2019 | IGN Summer Movie Awards                     | Лучший исполнитель главной роли в фильме   | Достать ножи           | Номинация | [ 71 ]        |
| 2019 | Премия «Спутник»                            | Лучший актёрский состав — кинофильм        | Достать ножи           | Победа    | [ 72 ]        |
| 2019 | Премия «Спутник»                            | Лучшая женская роль — комедия или мюзикл   | Достать ножи           | Номинация | [ 72 ]        |
| 2020 | «Золотой глобус»                            | Лучшая женская роль — комедия или мюзикл   | Достать ножи           | Номинация | [ 73 ]        |
| 2020 | «Выбор критиков»                            | Лучший актёрский ансамбль                  | Достать ножи           | Номинация | [ 74 ]        |
| 2020 | Gold Derby Awards                           | Лучший ансамбль                            | Достать ножи           | Номинация | [ 75 ]        |
| 2020 | Gold Derby Awards                           | Лучший прорыв                              | Достать ножи           | Номинация | [ 75 ]        |
| 2020 | Actors and Actresses Union Awards           | Лучшая актриса зарубежного фильма          | Достать ножи           | Победа    | [ 76 ]        |
| 2020 | Imagen Awards                               | Лучшая актриса                             | Достать ножи           | Номинация | [ 77 ]        |
| 2021 | Премия «Сатурн»                             | Лучшая киноактриса второго плана           | Достать ножи           | Победа    | [ 78 ]        |
| 2022 | Critics' Choice Super Awards                | Лучшая женская роль в боевике              | Не время умирать       | Номинация | [ 79 ]        |
| 2022 | Фестиваль американского кино в Довиле       | Восходящая звезда Голливуда                | —                      | Победа    | [ 80 ]        |
| 2022 | Chicago Film Critics Association            | Лучшая актриса                             | Блондинка              | Номинация | [ 81 ]        |
| 2023 | Capri Hollywood International Film Festival | Лучшая актриса                             | Блондинка              | Победа    | [ 82 ]        |
| 2023 | EDA Awards                                  | Лучшая актриса                             | Блондинка              | Победа    | [ 83 ] [ 84 ] |
| 2023 | EDA Awards                                  | Лучшая экранная пара с разницей в возрасте | Глубокие воды          | Номинация | [ 83 ] [ 84 ] |
| 2023 | «Золотой глобус»                            | Лучшая женская роль — драма                | Блондинка              | Номинация | [ 85 ]        |
| 2023 | London Film Critics' Circle Awards          | Актриса года                               | Блондинка              | Номинация | [ 86 ]        |
| 2023 | AACTA International Awards                  | Лучшая женская роль                        | Блондинка              | Номинация | [ 87 ]        |
| 2023 | Премия Гильдии киноактёров США              | Лучшая женская роль                        | Блондинка              | Номинация | [ 88 ]        |
| 2023 | BAFTA                                       | Лучшая женская роль                        | Блондинка              | Номинация | [ 89 ]        |
| 2023 | Оскар                                       | Лучшая женская роль                        | Блондинка              | Номинация | [ 90 ]        |